# سرمایش دوپلر
سرمایش دوپلر روشی برای به دام اندازی یا سرد کردن اتمها است. در اینجا واژهٔ دوپلر اشاره به نقش اساسی اثر دوپلر در این روش سرمایش دارد. در میان روش‌های سرمایش به کمک لیزر، این روش از پرکاربردترین هاست. به همین دلیل گاهی واژهٔ سرمایش لیزری هم معنا با سرمایش دوپلر استفاده می‌شود، در حالی که سرمایش لیزری علاوه بر سرمایش دوپلر شامل روش‌های دیگری نیز هست.

## تاریخچه
روش سرمایش دوپلر در سال ۱۹۷۵ به‌طور هم‌زمان توسط دو گروه، یکی شامل دیوید واینلند و هانس جرج دهملت و دیگری متشکل از تئودور هانش و آرتور لئونارد شالو مطرح شد. استیون چو، کلود کوهن تانوژی و ویلیام دانیل فیلیپ جایزهٔ نوبل سال ۱۹۹۷ را به خاطر پژوهش‌هایشان در زمینهٔ به دام اندازی اتم و سرمایش لیزری دریافت کردند.

## توضیح کارکرد
در روش سرمایش دوپلر از نوری که فرکانس آن کمی کمتر از فرکانس لازم برای یک گذار الکترونی در اتم است استفاده می‌شود. به دلیل اینکه نور فرکانسی کمی کمتر از فرکانس گذار دارد، اتم‌ها در صورت حرکت به سوی چشمه نور، به دلیل اثر دوپلر، تعداد بیشتری فوتون جذب می‌کنند. به همین دلیل، اگر از دو جهت مخالف به اتم نور تابانده شود اتم‌ها همیشه از باریکه لیزری که در جهت مخالف حرکت آن‌ها اشاره دارد فوتون بیشتری جذب می‌کنند. در هر جذب، اتم مقداری تکانه برابر با تکانهٔ فوتون جذب شده از دست می‌دهد. حال اگر اتم که در حالت برانگیخته است، به صورت خود به خود یک فوتون گسیل کند، با همان مقدار تکانه و در جهتی تصادفی پس زده می‌شود.نتیجه این جذب و گسیل، کاهش سرعت اتم خواهد بود، البته اگر سرعت اولیه آن از سرعت حاصل از پس زده شدن بعد از پراکنده کردن فوتون کمتر نبوده باشد. اگر این فرایند جذب و گسیل بارها تکرار شود، سرعت میانگین و در نتیجه انرژی جنبشی اتم کاهش خواهد یافت. این، همان سرد شدن اتم‌ها است، چرا که دمای مجموعه ای از ذرات، معیاری از انرژی جنبشی ذرات آن مجموعه است.
حد سرمایش دوپلر کمترین دمای قابل دستیابی با این روش است. روش‌های دیگری وجود دارند که می‌توان به کمک آن‌ها به دماهای بسیار پایین‌تر از حد سرمایش دوپلر دست یافت.